# Bí thư Thành ủy
Bí thư Thành ủy là chức vụ của người đứng đầu cơ quan lãnh đạo của Đảng bộ Đảng Cộng sản của một thành phố thuộc các nước theo chế độ xã hội chủ nghĩa như: Việt Nam, Trung Quốc, Cuba. Cơ quan lãnh đạo đó được gọi là Ban Chấp hành Đảng bộ của thành phố, gọi tắt là Thành ủy.

## Bí thư Thành ủy Việt Nam
Bí thư Thành ủy tại một thành phố ở Việt Nam là người đứng đầu Ban Chấp hành Đảng bộ Đảng Cộng sản Việt Nam tại thành phố đó (thành phố thuộc tỉnh và thành phố trực thuộc trung ương). Bí thư Thành ủy trực thuộc trung ương có thể là ủy viên trung ương Đảng, riêng hai đô thị đặc biệt là Hà Nội và Thành phố Hồ Chí Minh thì Bí thư Thành ủy thông thường là Ủy viên Bộ Chính trị Ban Chấp hành Trung ương Đảng Cộng sản Việt Nam. Bí thư Thành ủy được Ban Chấp hành Đảng bộ thành phố bầu ra trong số các Ủy viên Ban Thường vụ Thành ủy, hoặc được Bộ Chính trị Trung ương Đảng chỉ định trong một số trường hợp đặc biệt nếu là thành phố trực thuộc trung ương, hoặc do Ban Thường vụ Tỉnh ủy chỉ định nếu là thành phố thuộc tỉnh. Quyền hạn và trách nhiệm của Bí thư Thành ủy theo quy định của Điều lệ Đảng Cộng sản Việt Nam.

## Bí thư Thành ủy Trung Quốc
Tại Trung Quốc, Bí thư Thành ủy là người đứng đầu Đảng bộ Đảng Cộng sản Trung Quốc tại cấp đó (thành phố cấp địa hạt, thành phố cấp phó tỉnh, thành phố cấp địa cấp hay thành phố đặc khu).